# La Marseillaise (film)
La Marseillaise is een Franse dramafilm uit 1938 onder regie van Jean Renoir.

## Verhaal
In 1789 wordt het regime van de Franse koning Lodewijk XVI omvergeworpen. Het verhaal volgt twee strijders in een groot vrijwilligerslegioen dat de revolutionairen te hulp schiet.

## Rolverdeling
| Acteur                     | Personage                  |
| -------------------------- | -------------------------- |
| Pierre Renoir              | Koning Lodewijk XVI        |
| Lise Delamare              | Koningin Marie Antoinette  |
| Léon Larive                | Picard                     |
| William Aguet              | La Rochefoucauld-Liancourt |
| Elisa Ruis                 | Prinses de Lamballe        |
| Marie-Pierre Sordet-Dantès | Dauphin                    |
| Yveline Auriol             | Dauphine                   |
| Pamela Stirling            | Volgelinge                 |
| Génia Vaury                | Volgelinge                 |
| Louis Jouvet               | Procureur Roederer         |
| Jean Aquistapace           | Paul Giraud                |
| Georges Spanelly           | La Chesnaye                |
| Jaque Catelain             | Kapitein Langlade          |
| Pierre Nay                 | Dubouchage                 |
| Edmond Castel              | Leroux                     |